# Macedònia del Nord al Festival de la Cançó d'Eurovisió Júnior
Macedònia del Nord —fins a 2018 va concursar com a Antiga República Iugoslava de Macedònia— va ser un dels països fundadors que va debutar al Festival de la Cançó d'Eurovisió Júnior en 2003.

## Història
Macedònia del Nord va debutar al concurs inaugural de 2003 a Copenhaguen, Dinamarca, representada per la cançó "Ti ne me poznavaš" interpretada per Marija i Viktorija. La cançó va ocupar el 12è lloc en un camp de 16 països.
La millor actuació del país al concurs ha estat el cinquè lloc, aconseguit dues vegades fins ara: el 2007, quan Macedònia del Nord va ser representada per la cançó "Ding Ding Dong" interpretada per Rosica Kulakova i Dimitar Stojmenovski, i el 2008 amb "Prati mi SMS" interpretada. de Bobi Andonov.
MRT no va participar el 2012 per problemes amb el procés de votació en el concurs i per la manca de pressupost disponible per a la participació. Tanmateix, Macedònia del Nord va tornar al concurs el 2013, celebrat a Kíev, Ucraïna. Macedònia del Nord no va tornar al concurs el 2014, però va tornar de nou el 2015. MRT no va participar en el concurs de 2020 a causa de la pandèmia de COVID-19, però va tornar al concurs de 2021 a França.
Per al concurs de 2022, es va celebrar una ronda d'audicions el 23 de juny de 2022 als MRT Studios de Skopje. Els criteris de selecció van ser la qualitat vocal, artística i escènica. El 29 de juny de 2022, es va revelar que Lara Trpčeska i Irina Dazidovska havien estat seleccionades com a participants macedonis pel comitè. Encara que originalment no formava part de l'acte, Jovan Jakimovski es va afegir més tard després que Lara i Irina fossin seleccionades, i el 2 de novembre es va revelar que Lara feat. Jovan i Irina representaran el país amb la cançó "Životot e pred mene", escrita per Lara Trpčeska, Simon Trpčeski, Jovan Jakimovski i Darko Dimitrov. La cançó es va estrenar el 3 de novembre de 2022 durant el programa MRT Dnevnik 2.
Per al concurs de 2023, es va celebrar una ronda d'audicions l'11 de maig de 2023 als estudis MRT de Skopje, i el 16 de maig de 2023, es va revelar que Tamara Grujeska, de 12 anys, havia estat seleccionada com a participant macedònia per el comitè. La seva entrada, "Kaži mi, kaži mi koj", es va publicar el 16 d'octubre de 2023.

## Participació
Macedònia del Nord ha participat en totes les edicions d'Eurovisió Júnior exceptuant les de 2012 i 2014. De les onze edicions en què ha participat en aquest festival, tan sols ha quedat entre els cinc primers llocs dues vegades.
Llegenda
| Any                      | Seu         | Artista                                | Cançó                    | Lloc | Punts |
| ------------------------ | ----------- | -------------------------------------- | ------------------------ | ---- | ----- |
| 2003                     | Copenhaguen | Marija & Viktorija                     | «Ti ne me poznavaš»      | 12   | 19    |
| 2004                     | Lillehammer | Martina Smiljanovska                   | «Zabava»                 | 7    | 64    |
| 2005                     | Hasselt     | Denis Dimoski                          | «Rodendeski baknez»      | 8    | 68    |
| 2006                     | Bucarest    | Zana Aliu                              | «Vljubena»               | 15   | 14    |
| 2007                     | Rotterdam   | Dimitar Stomenovski & Rosica Kulakova  | «Ding ding dong»         | 5    | 111   |
| 2008                     | Limassol    | Bobi Andonov                           | «Prati mi SMS»           | 5    | 93    |
| 2009                     | Kíev        | Sara Markovska                         | «Za ljubovta»            | 12   | 19    |
| 2010                     | Minsk       | Anja Veterova                          | «Eooo, Eooo»             | 12   | 26    |
| 2011                     | Erevan      | Dorijan Dlaka                          | «Zhimi ovoj frak»        | 12   | 31    |
| No va participar el 2012 |             |                                        |                          |      |       |
| 2013                     | Kíev        | Barbara Popović                        | «Ohrid i muzika»         | 12   | 19    |
| No va participar el 2014 |             |                                        |                          |      |       |
| 2015                     | Sofia       | Ivana Petkovska & Magdalena Aleksovska | «Pletenka»               | 17   | 26    |
| 2016                     | La Valletta | Martija Stanojković                    | «Love will Lead our Way» | 12   | 41    |
| 2017                     | Tbilisi     | Mina Blažev                            | «Dancing through life»   | 12   | 69    |
| 2018                     | Minsk       | Marija Spasovska                       | «Doma»                   | 12   | 99    |
| 2019                     | Gliwice     | Mila Moskov                            | «Fire»                   | 6    | 150   |
| No va participar el 2020 |             |                                        |                          |      |       |
| 2021                     | París       | Deixeu Muzika                          | «Green Forces»           | 9    | 114   |
| 2022                     | Erevan      | Lara ft. Jovan & Irina                 | «Životot E Pred Mene»    | 14   | 54    |
| 2023                     | Niça        | Tamara Grujeska                        | «Kaẑi Mi, Kaẑi Mi Koj»   | 12   | 76    |
| 2024                     | Madrid      | Ana & Aleksej                          | «Marathon»               | 16   | 54    |
| 2025                     | Tbilisi     | Nela Mančeska                          |                          |      |       |